# حقوق الإنسان في نيجيريا

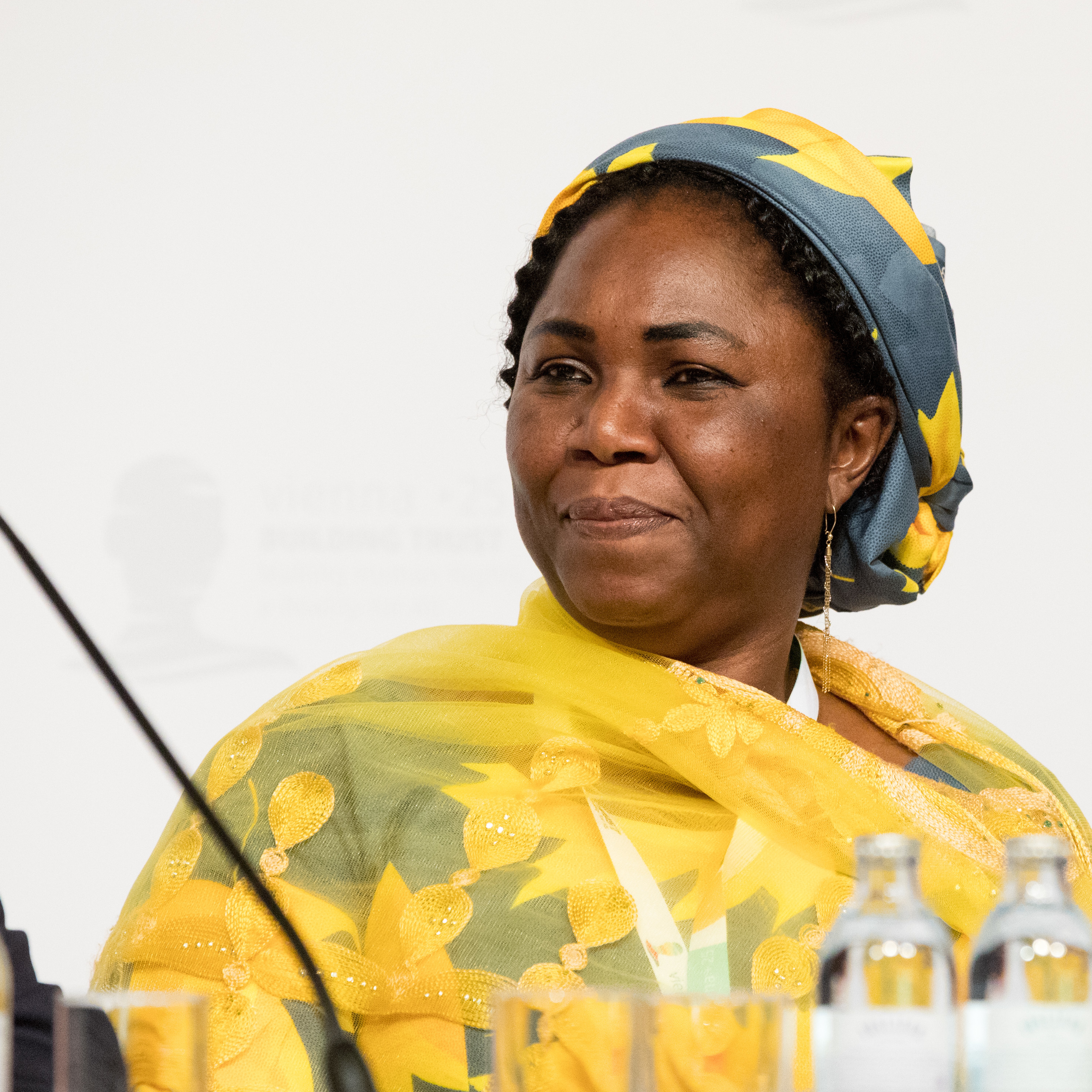
حواء إبراهيم محامية حقوق إنسان.

تحمى حقوق الإنسان في نيجيريا بموجب الدستور الأحدث لعام 1999. قامت نيجيريا بجملة من التحسينات فيما يخص حقوق الإنسان تحت هذا الدستور، بالرغم من أن تقرير حقوق الإنسان الأمريكي لعام 2012 أشار إلى أن مناطق من نيجيريا بحاجة إلى تحسينات فعلية، والتي تتضمن: اعتداءات من قبل بوكو حرام والقتل المطبق من قبل القوات الحكومية وانعدام المساواة الاجتماعية ومشاكل في حرية التعبير.
أفاد تقرير العالم من قبل هيومن رايتس ووتش لعام 2015 أن تكثيف العنف من قبل بوكو حرام وقيود على حقوق مجتمع الميم وفساد الحكومة يستمر في إضعاف حالة حقوق الإنسان في نيجيريا.

## التاريخ منذ الاستقلال
في الفترة بين استقلال نيجيريا عام 1960 وحتى 1998، كان لديها في سياق رؤساء الولاية، منتخبين اثنين أحدهما عين رئيسًا، والثاني خليفة عسكري وسلطات سبع. في عام 1979، انتقوا إلى نظام الحكم الجمهوري من أجل رفع الأحقية في اختيار من سيحكمهم بموجب الدستور الجديد. يضمن هذا الدستور حقوق الإنسان الأساسية أو الجوهرية التي تتعرض للاعتداء بشكل مستمر.
تشكلت حملة من أجل حقوق الإنسان عام 1985 عندما استلم القائد إبراهيم بابنجيدا السلطة، كما حدثت تغيرات في فترة حكم بابنجيدا سلبيًا وإيجابيًا.
وبالرغم من كون نيجيريا ناشطة في عقد وتصديق معاهدات عالمية فيما يخص حقوق الإنسان، إلا أنها واجهت تحديات عند محاولتها تنفيذ هذه المعاهدات داخليًا. تعمل نيجيريا تحت نظام ثنائي وليس بإمكانها تطبيق المعاهدات العالمية إلا إذا صدقت عليها المجالس التشريعية في نيجيريا. وعلاوة على ذلك، يحمي الدستور النيجيري الحقوق المدنية والسياسية، إلا أن المعاهدات العالمية مثل الميثاق الإفريقي تمتد أيضًا لتشمل حماية الحقوق الثقافية والاجتماعية الاقتصادية وحقوق الجماعة. ولأن الدستور النيجيري هو القانون أو المرجعية الأعلى، يحل المجلس الأعلى في نيجيريا النزاعات لصالح الدستور، وبالتالي يتقيد التوسع المحتمل في حقوق الإنسان.

## حرية التعبير
عندما استلم القائد بابنجيدا السلطة في عام 1985 واستبدل المرسوم الرابع لعام 1984، وهو المرسوم الذي نص على أن نشر أي مادة تعتبر مسيئة لاهتمامات وتوجهات الحكومة يعتبر سلوكًا إجراميًا، تجدد الأمل في الوصول إلى حرية التعبير لكل من الشعب والوسائط الإعلامية. وضمن نظام بابنجيدا، حدث تحمل سياسي لبضع الوقت. من ناحية أخرى، فإن هذا التوجه المقتضب تجاه حقوق الإنسان قد انهار عندما بدأ النظام بسجن منتقديه وإقالة الموظفين الذين لم يروجوا لآرائهم ومبادئهم. أغلق هذا النظام المزيد من المجلات وأوقف المزيد من المنظمات الأكثر شعبية من غيرها في تاريخ ما بعد الاستعمار في نيجيريا.
كانت الصحافة في نيجيريا غالبًا أداةً في تكتيكات التخويف والترهيب. إذ خضع الصحفيون «لمحادثات» مع جهاز أمن الدولة الذي انطوى على الترهيب والاعتقال المحتمل، كما أوقفت الصحف بشكل مستمر. في عام 1990، أوقفت المجلات: مجلة الجمهورية ومجلة السلالة الجديدة ومجلة أخبار لاغوس اليومية ومجلة اللكمة، بالإضافة إلى إغلاق العديد من الصحف الأخرى في مرحلة ما من قبل الحكومة الفيدرالية.
يرى النقاد أنه على الرغم من تحسن معايير حرية الصحافة، فكان لا يزال هناك مجال لمزيد من التحسين. وصفت نيجيريا «حرة جزئيًا» في تقرير «حرية الصحافة» لعام 2011 الذي نشر عن مجلس الحرية (فريدم هاوس).

## اعتداءات الحكومة
يسمح عادةً لقوات الأمن النيجيري التوقيف التعسفي والاختفاء المكره والاغتيالات وملخص التنفيذ الخارج عن القانون. تحدث هذه الاعتداءات عادةً في سياق إجراءات أمن الحكومة النيجيرية أو تقاد ضد منظمات وأفراد سياسة ودين. أفادت التقارير عن العديد من حالات القتل الجماعي للمعارضين والمشاغبين منفذة من قبل قوات الأمن.
في 12-14 كانون الأول/ ديسمبر عام 2015، طبق الجيش النيجيري مجزرة ب 347 فرد من الحركة الإسلامية في نيجيريا (IMN) في زاريا بولاية كادونا ودفنت الجثث في مقبرة جماعية.

## بوكو حرام
بوكو حرام هي جماعة إسلامية إرهابية تركز اعتداءاتها على الدوائر الحكومية والمسيحيين والمسلمين الذين لا يطبقون معتقداتهم أو الذين يُشكّ بمساعدتهم للحكومة والذين يطلق عليهم «الخونة المسلمين». تركزت الاعتداءات بشكل أساسي في شمال نيجيريا. انخرطت هذه الجماعة في الجهاد في عام 2000 بقيادة زعيمهم الروحي محمد يوسف.
وفقًا لتقرير اليونيسيف، اختطفت جماعة بوكو حرام ما يزيد عن 1000 طفل بين عامي 2013 و2018، بما في ذلك اختطاف 276 تلميذة في تشيبوك (اختطاف تشيبوك). أكثر من 100 فتاة من تشيبوك لم يعدن إلى منازلهم حتى الآن بعد مرور خمس سنوات على الحادثة.

## الحقوق الاجتماعية والمساواة

### حقوق مجتمع الميم
في أيار/ مايو عام 2013، صوت مجلس نيجيريا للممثلين لإقرار قانون الزواج المثلي، الذي يحرم الزواج المثلي ومظاهره العلنية مثل الألفة بين اثنين من نفس الجنس، مع عقوبة الزج في السجن لمدة 14 سنة للأشخاص المتورطين في علاقة مثلية. كما تسمح هذا القانون بمعاقبة الأشخاص المعروفين بعلاقتهم مع الأشخاص الذين يطلقون على أنفسهم مجتمع الميم أو مساعدة هؤلاء الأشخاص في الزواج أو في السعي للحصول على نمط الحياة هذا. إن عقوبة التواطؤ في تمكين الزواج المثلي هو السجن لمدة خمس سنوات. علاوة على ذلك، يجرم القانون أي ارتباط مع الهوية المثلية أو ترويج حقوق المثليات والمثليين، مثل الاجتماع سرًا بالأفراد المثليين. أقر الرئيس غودلاك جوناثان قانون الزواج المثلي في كانون الثاني/ يناير عام 2014 وتقلى الكثير من الإدانة من الغرب بسبب حدّه لحريات التعبير واجتماع مجتمع الميم في نيجيريا.
أفاد بيتر تاتشل أن قانون الزواج المثلي هو القانون الأكثر إظهارًا بشكل عام لرهاب المثلية يطرح في أي بلد من العالم. قال شون غيلورد وهو محامي دفاع عن حقوق الإنسان أولًا أن وثيقة الزواج المثلي يضع سابقة خطيرة للاضطهاد والعنف تجاخ الأقليات ليس فقط في نيجيريا، وإنما في إفريقيا ككل.

### المرأة
تواجه المرأة في نيجيريا أشكالًا متنوعة من الاعتداءات على حقوق الإنسان بالرغم من الأحكام التي ضمنت لها في دستور 1999. وبغض النظر عن الفرصة المتاحة لرفع قضيتها بصورة لا دستورية إلى المحاكم العليا في نيجيريا، فإن النساء لا تستخدم هذا الخيار في كثير من الأحيان وتستمر هكذا العديد من الاعتداءات بالحدوث.
غالباً ما تتمتع النساء المنخرطات في الاقتصاد غير الرسمي بدرجة ما من الاستقلال الذاتي، لكن غالبًا ما يسيطر الرجال على الأرض والاعتبار، من وجهة نظر اجتماعية. يمكن للنساء المثقفات من خلال علاقاتهم مع رجال مهمين أن تتمتع بحالة اجتماعية أفضل، كما أتاح التعليم للعديد من النساء بالحصول على عمل مدفوع الأجر، والذي عادةً ما يكون خارج السيطرة المباشرة للرجال، إلا أن النساء ما زلن مقيدات بالنظرة والقيود الاجتماعية. وحتى مع حصولهن على فرص توظيف، تملي التقاليد في المجتمع النيجيري أن تكون المهنة في المرتبة الثانية من أولويات الأنثى، فيما يكون دورها في عائلتها كأم وربة منزل في المرتبة الأولى.
تواجه النساء النيجيريات مشاكل خاصة وانعدام للعدالة في حال ترمّلهن. تقع النساء في نيجيريا تحت وطأة الضغوط الثقافية التي لا تتماشى مع حقوق الإنسان. فيما يخص الترمّل، تطالب الثقافة النيجيرية أنه عند وفاة رجل معين من المجتمع، يجب على أرملته أن تتقيد بسلوك معين وثقته أكبو أوفيونج باسي في دراساتها عن ولاية كروس ريفر. في بعض الثقافات القبلية النيجيرية، يتوجب عزل الأرامل على الفور، كما ترغم على إهمال أجسادهن، يمنعن من الحلاقة أو الاستحمام أو تبديل ملابسهن، يتوجب عليهن فرك أجسادهم بروث الأبقار وزيت النخيل والنوم على الأرض. كما يستحسن من الأرامل أن يلبسن الأسود، لون الحزن، لمدة عامين لإظهار حزنهم بشكل كامل على خسارتهم لأزواجهم واحترامهم لهم. تتفاوت هذه الممارسات بشكل واسع بالشدة والطرق، اعتمادًا على خلفية الفرد الثقافية. من ناحية أخرى، كان هناك رفض كبير لهذه الممارسات في السنوات الأخيرة.
بعيدًا عن الحزن، للأرملة مخاوف مباشرة فيما يتعلق بالحالة المعيشية والتعامل مع الملكيات. في أغلب الحالات، يرث الابن الأكبر وليس الأرملة كامل الأملاك. ينظر ثقافيًا في نيجيريا إلى المرأة على أنها ملكية ويمكن توريثها كأملاك الزوج العديدة الأخرى. وبغض النظر عن استطاعة الأرمة أن تكمل حياتها في ملكية زوجها، فإن بقاءها يعتمد على علاقتها مع ابنها الأكبر، أو في حال لم يكن لديها أبناء، فيعتمد الأمر على علاقتها مع الرجل الأكبر الأقرب صلة إلى زوجها.
كانت هناك أيضًا حالات يجب على المرأة فيها العودة إلى منزلها قبل الزواج بعد استرداد ثمن العروس. يجعل عدم وجود حقوق ملكية كافية يجعل النساء ي نيجيريا يعتمدن على الرجال بينما يكونن عازبات أو متزوجات أو أرامل.
وبالرغم من أن المحكمة العليا النيجيرية لم تتعامل بعد مع هذه القضية بشكل رسمي، في عام 2007، في قضية نانييلوجو ضد نانييلوجو، حاول أخوين أن يحصلوا على أرض أخيهم المتوفى بحجة أن زوجته الأرملة ليس لها علاقة بالملكية. أقرت القوانين فيما بعد بمنع استغلال حالة الأرملة أو أطفالها الصغار. كما كانت هناك مواقف أخرى حكمت فيها السلطات القضائية بتطبيق المساواة المضمونة بموجب الدستور.
وبسبب الطبيعة الأبوية للثقافات النيجيرية، من المبرر أن يكون للزوج زوجة أخرى لضمان وريث لنسب العائلة. وفيما يخص قرارات الوصاية، يُتجاهل رأي النساء غالبًا فيما تُتخذ القرارات من قبل الرجال.